# District de Kamihei

Le district de Kamihei dans la préfecture d'Iwate.

Le district de Kamihei (上閉伊郡, Kamihei-gun) est un district situé dans la préfecture d'Iwate, au Japon.

## Géographie

### Démographie
Au 1er septembre 2015, la population du district de Kamihei était estimée à 11 548 habitants répartis sur une superficie de 200,42 km2.

### Divisions administratives
Le district de Kamihei est constitué du seul bourg d'Ōtsuchi.